# 호미곶

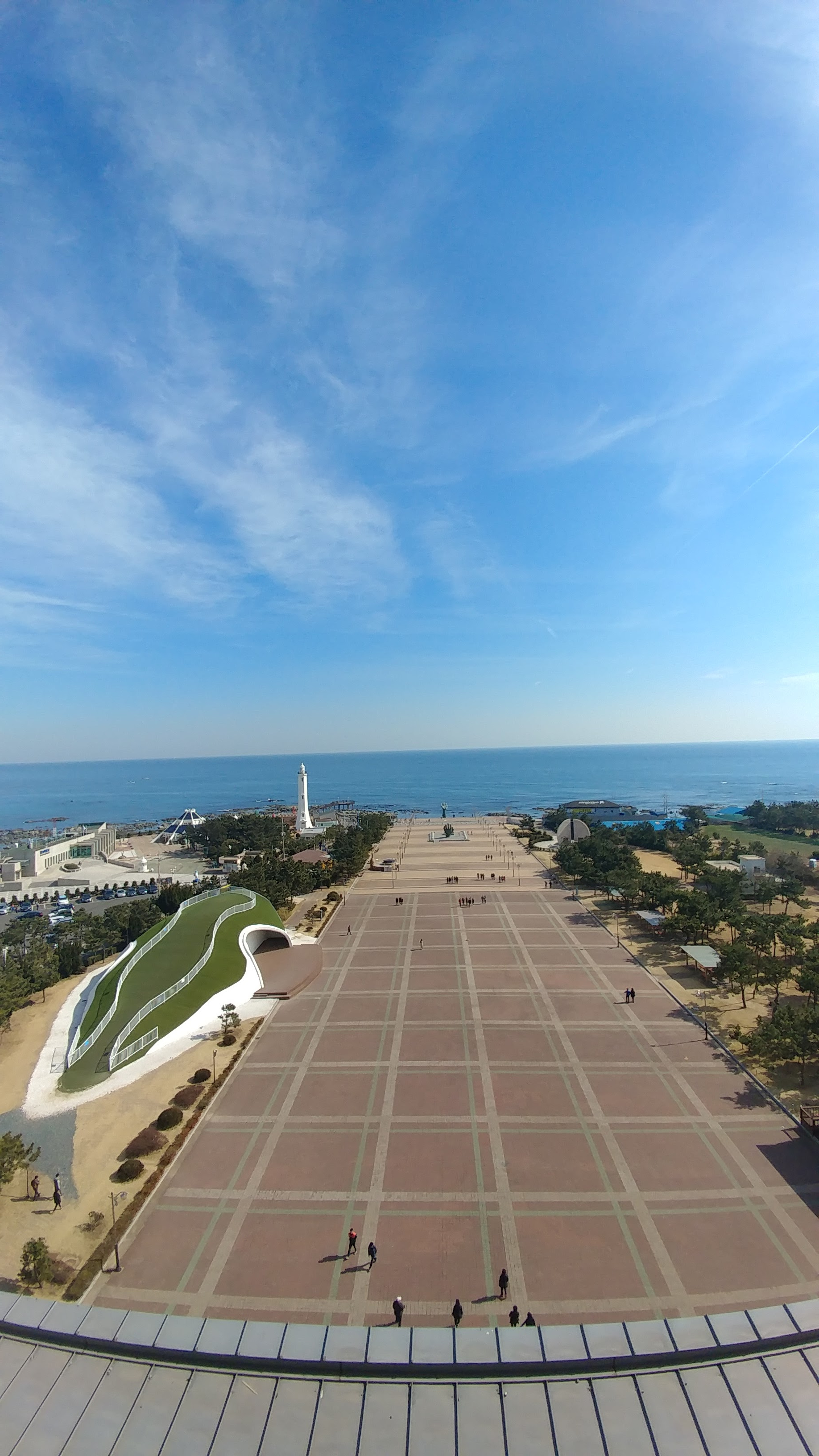
새천년기념관에서 바라본 해맞이광장 전경

호미곶(虎尾串, Homigot) 또는 동외곶(冬外串) 또는 장기곶(長鬐串)은 포항시의 동쪽, 장기반도의 북쪽 끝에 있는 곶이다. 원래 생김새가 말갈기와 같다 하여 장기곶으로 불렸는데, 1918년 일제강점기 때 일본식 표현인 갑(岬)으로 고쳐 장기갑으로 불리다가 1995년에 장기곶으로 변경하였다. 2001년 12월부터 일본식 표현을 뺀 호미곶으로 변경하였다.에 의거 포항시 남구 대보면 대보리 소재 장기곶이 호미곶으로 지명 변경됨에 다라 지정문화재인 "장기곶등대"를 지도표기와 동일한 명칭인 "호미곶등대"로 변경한다. 해돋이 명소로 유명하다.

## 어원
호미곶은 16세기 조선 명종 때 풍수지리학자인 남사고(南師古)가 『산수비경(山水秘境)』에서 한반도는 백두산 호랑이가 앞발로 연해주를 할퀴는 형상으로 기술하였고, 백두산은 호랑이 코, 호미곶은 호랑이 꼬리에 해당한다고 설명하였다. 일명 장기곶(長鬐串), 동외곶(冬外串)이라고도 한다.

## 지질
호미곶 해안단구는 경북동해안 국가지질공원의 지질유산으로 약 90만 년 전에 만들어졌다. 원래 파식대였던 해안단구는 지면이 점차 융기하여 현재 농경지로 이용된다. 호미곶 일대 해안에는 바위가 노출되어 있는데 이는 지질학적으로 신생대 고제3기의 강사리 각력암에 해당한다. 이 각력암은 내부에 다른 암석의 조각들을 포함하고 있다.

## 갤러리

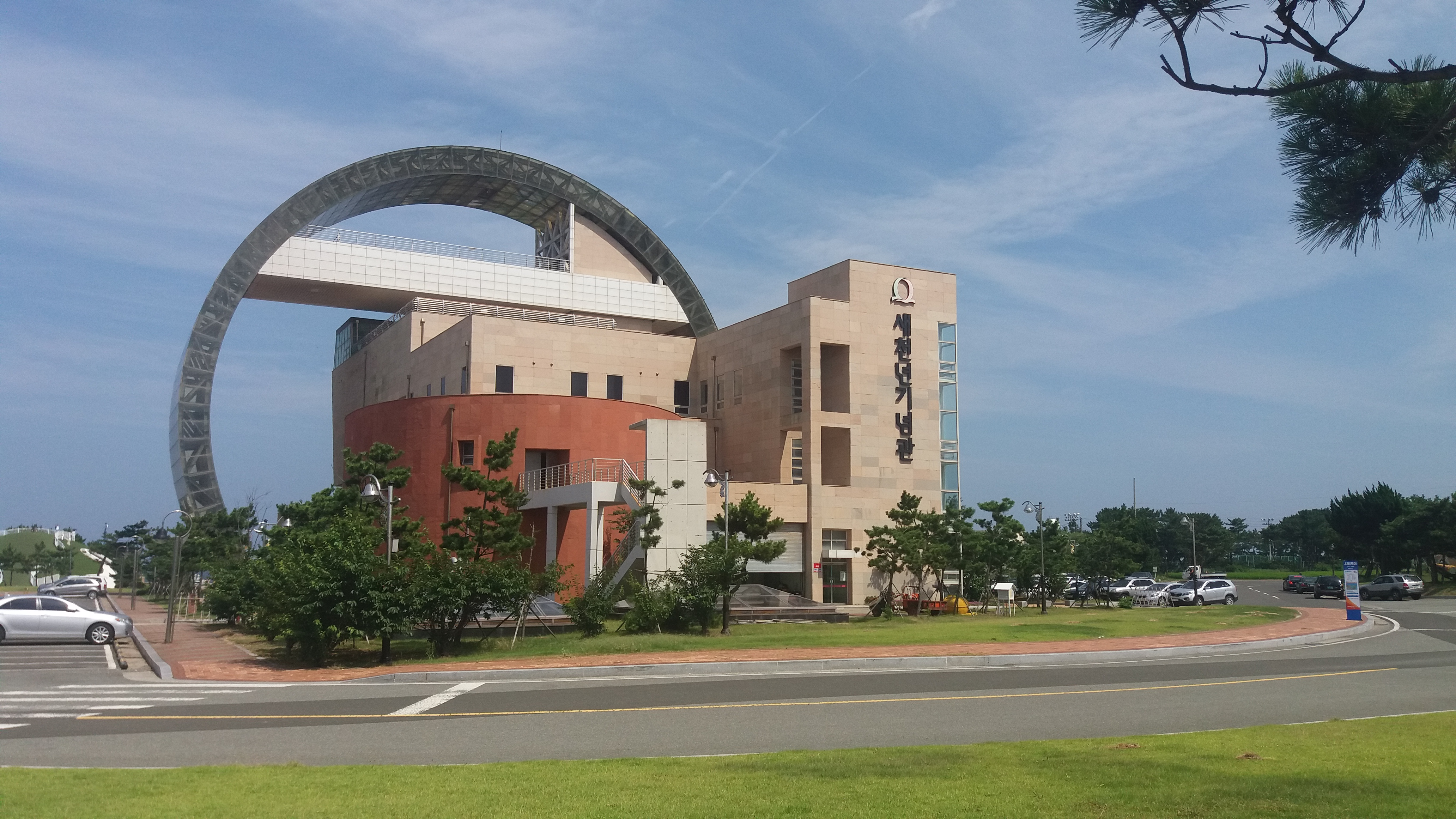
새천년기념관
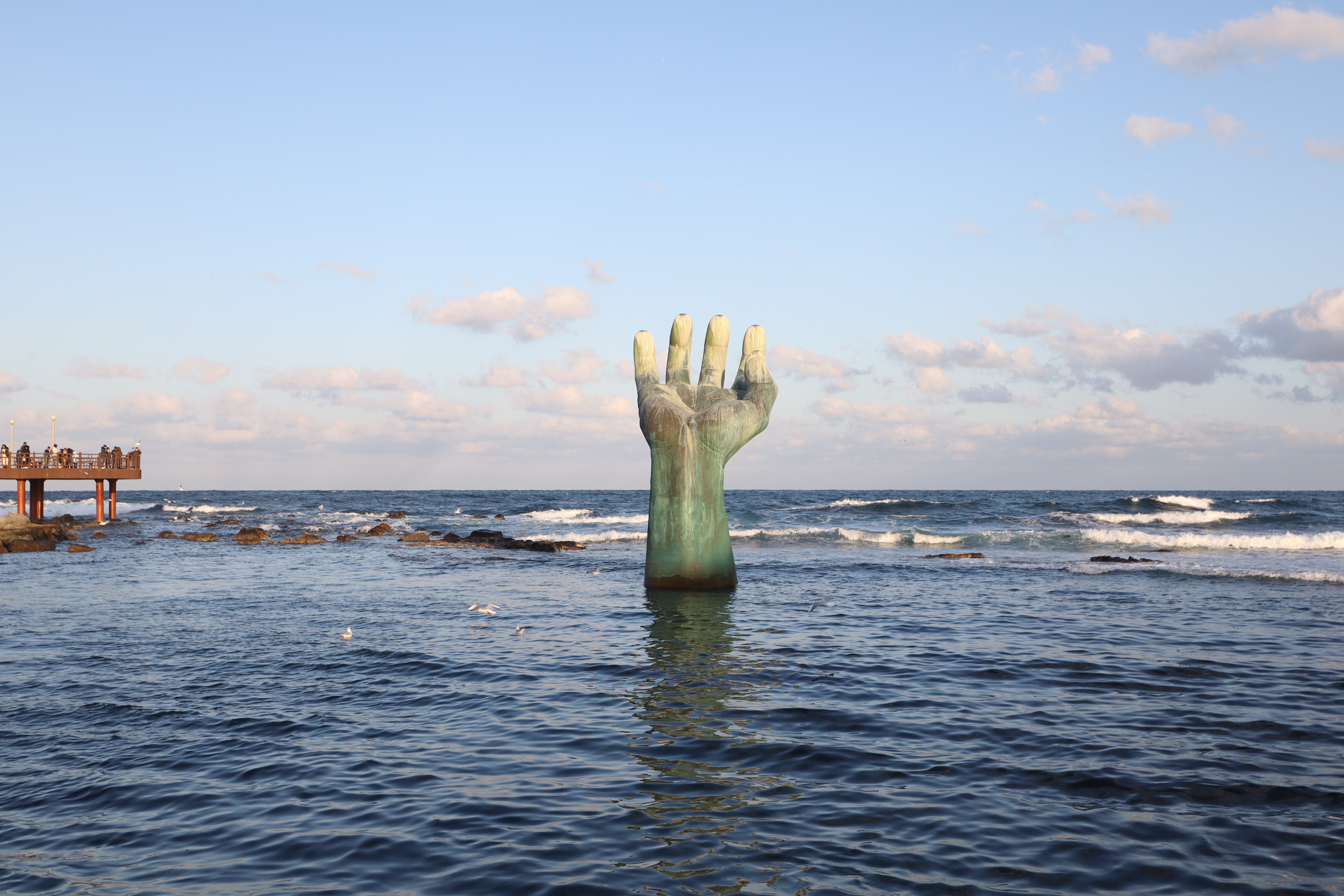
상생의 손
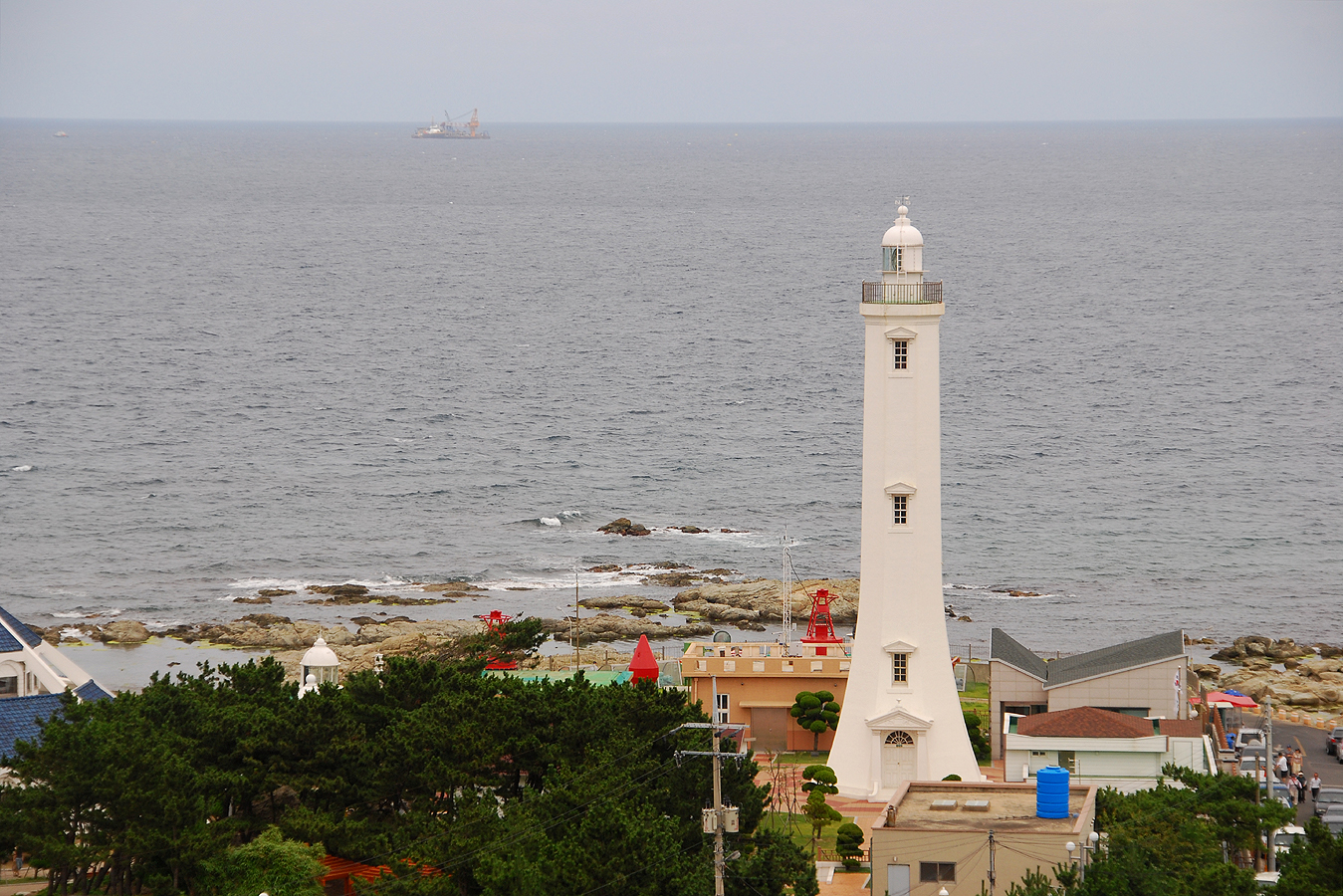
호미곶 등대
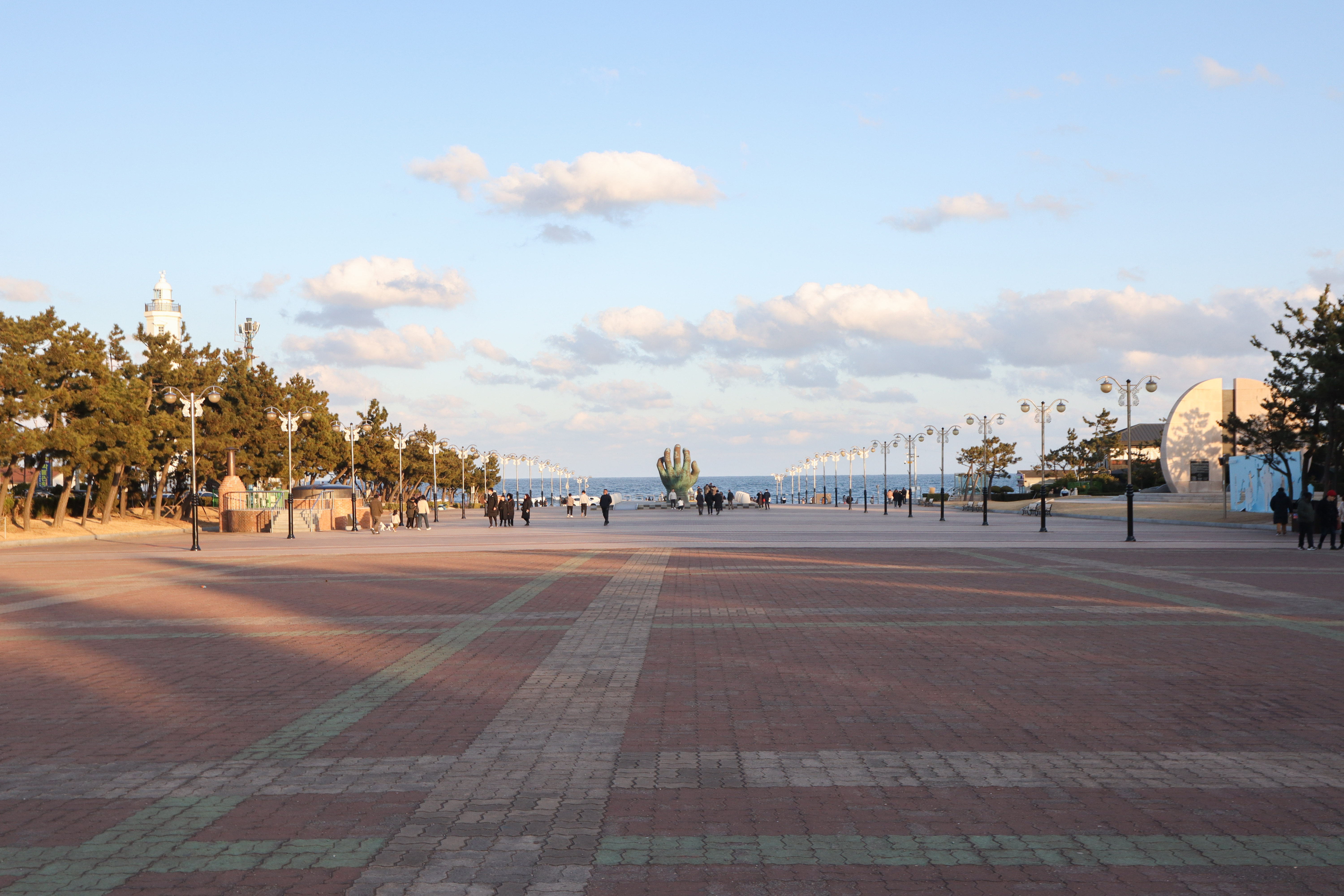
해맞이광장
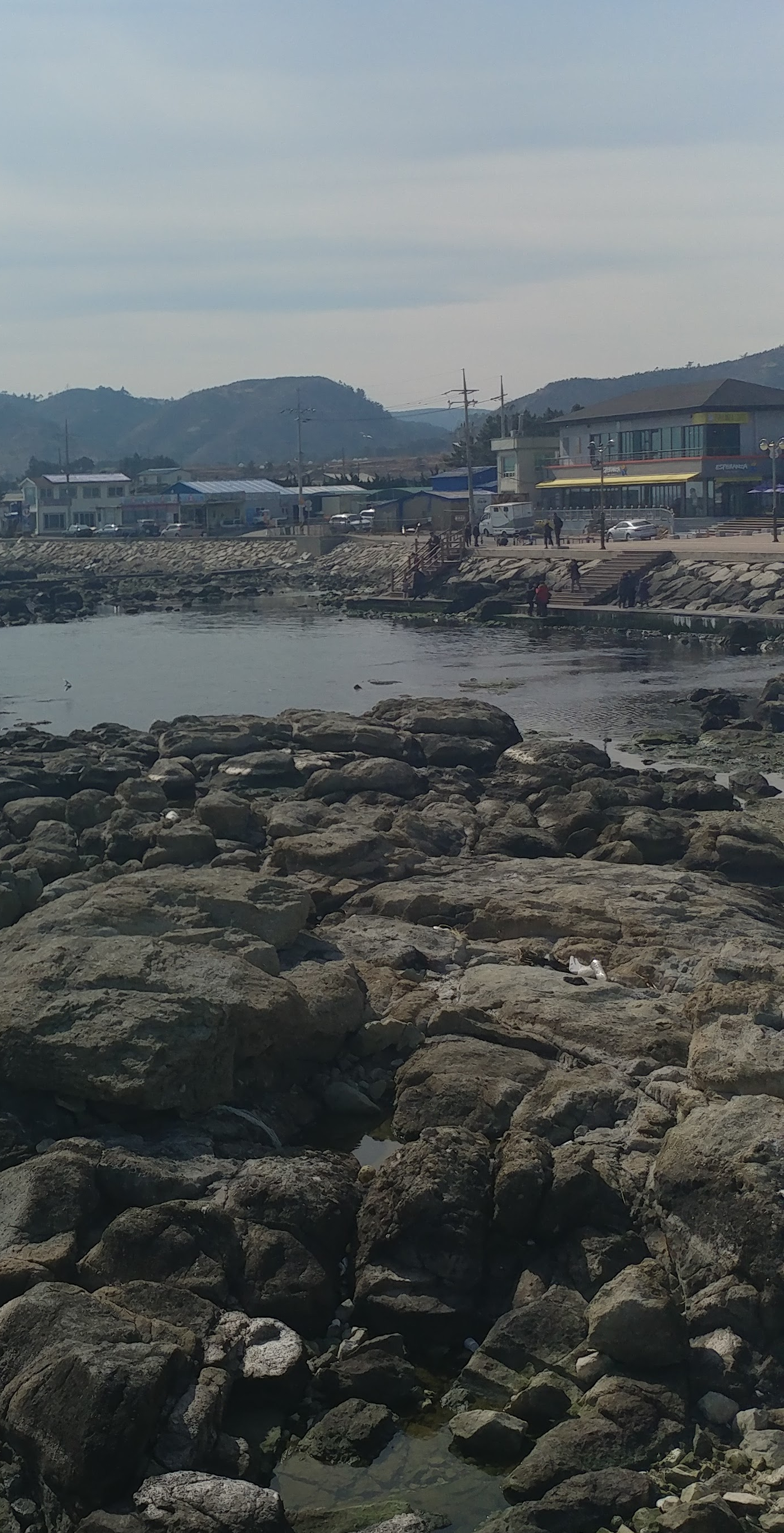
호미곶 근처 바닷가의 모습
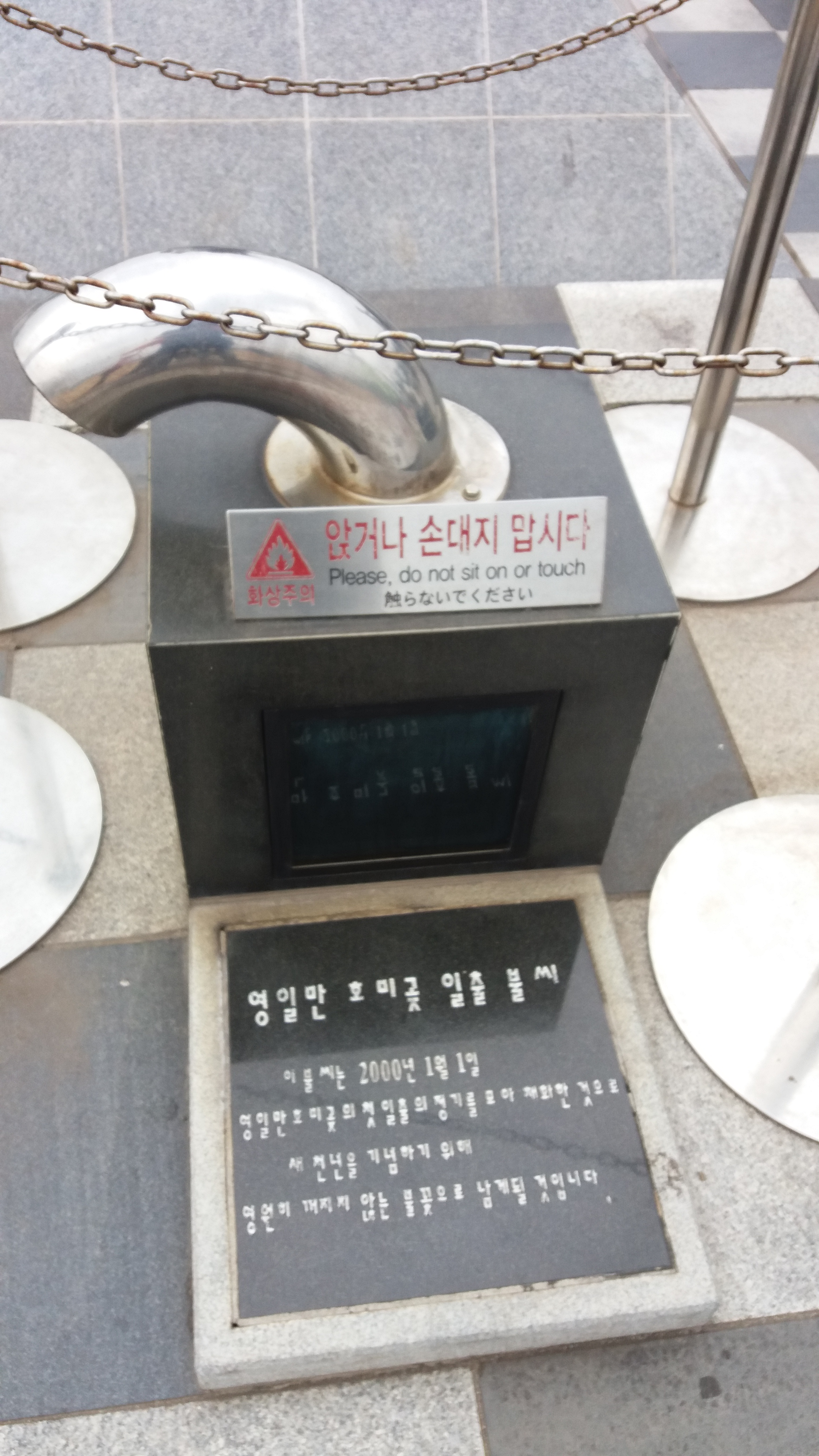
호미곶 일출 불씨
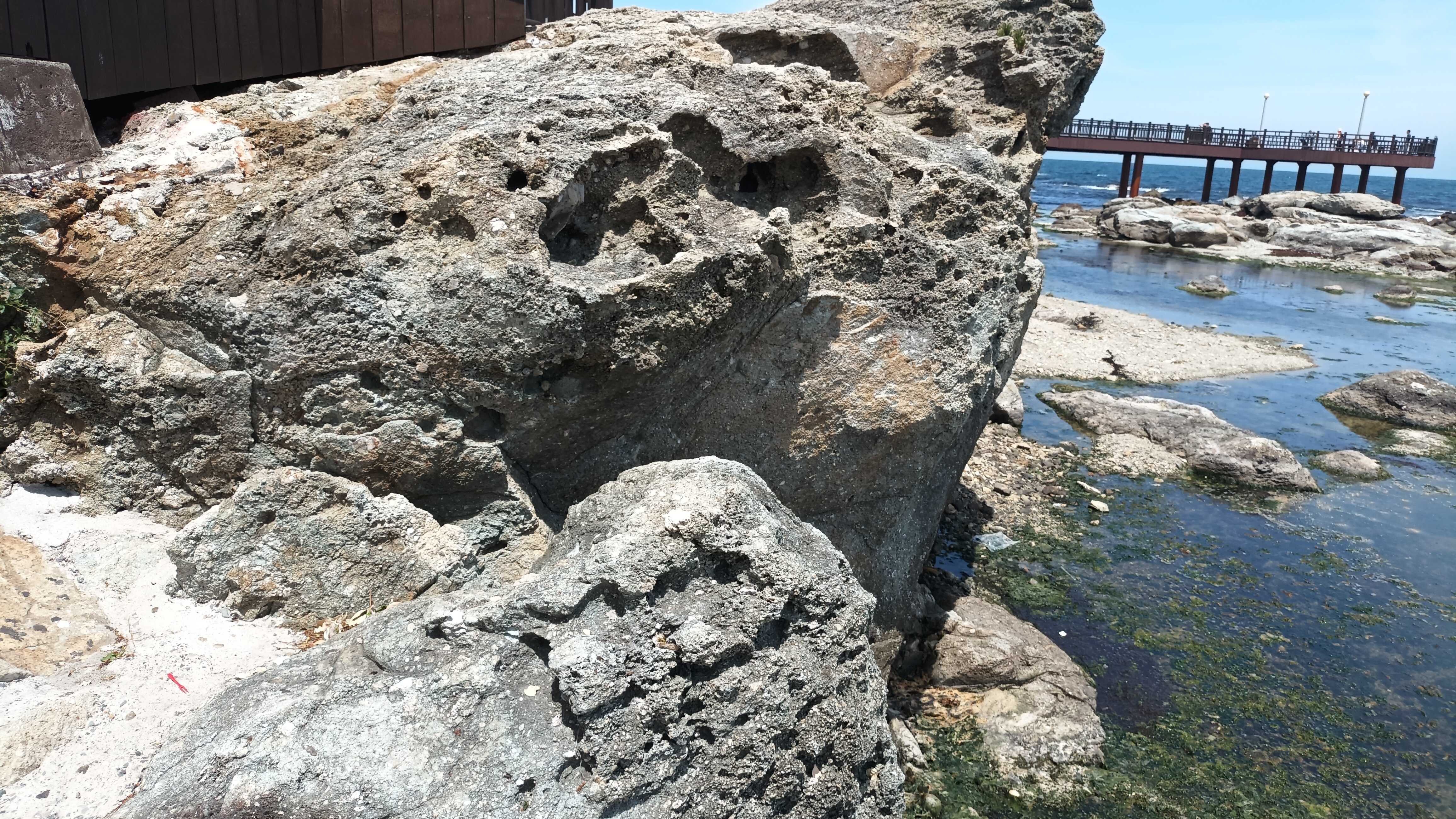
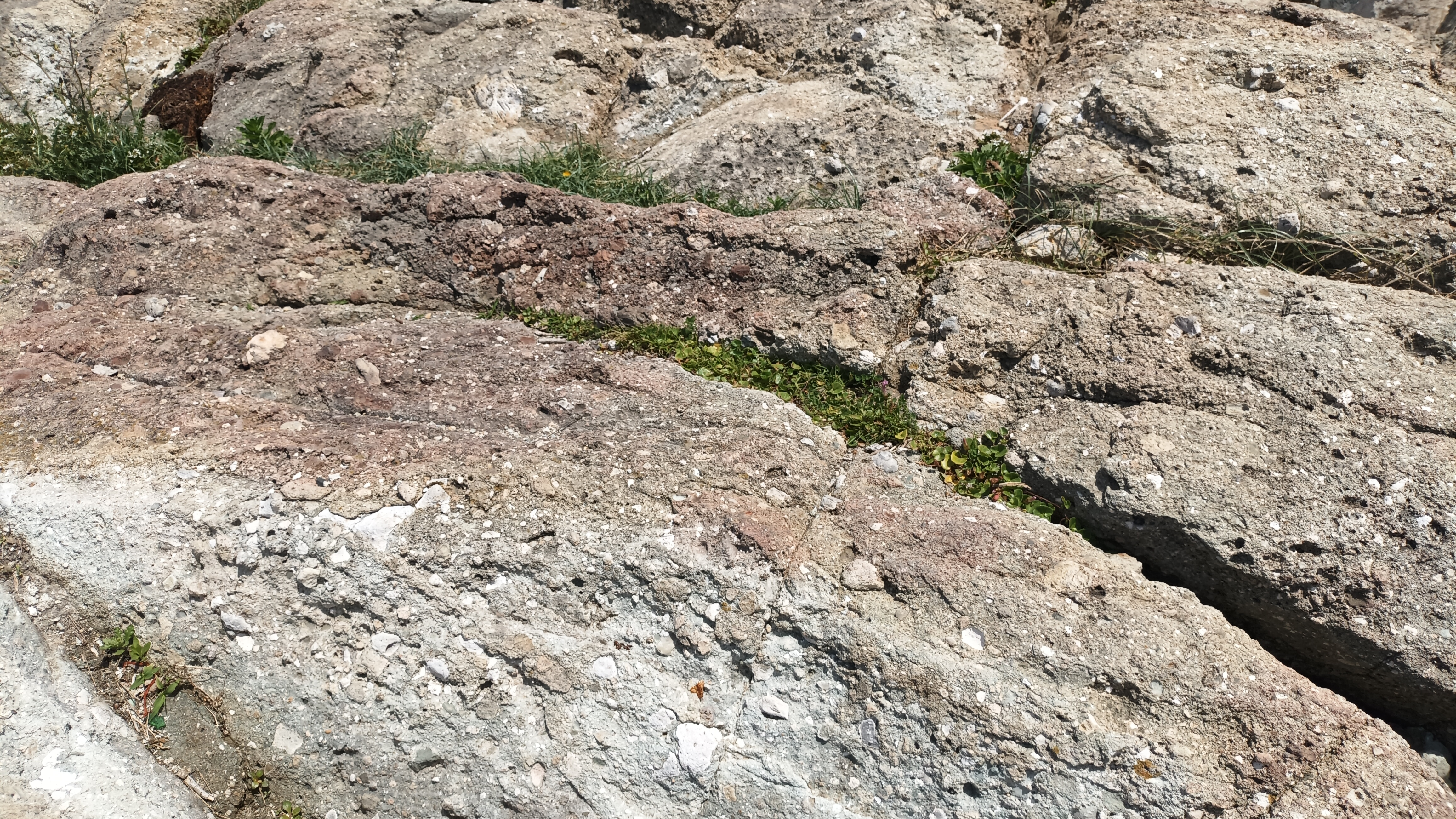
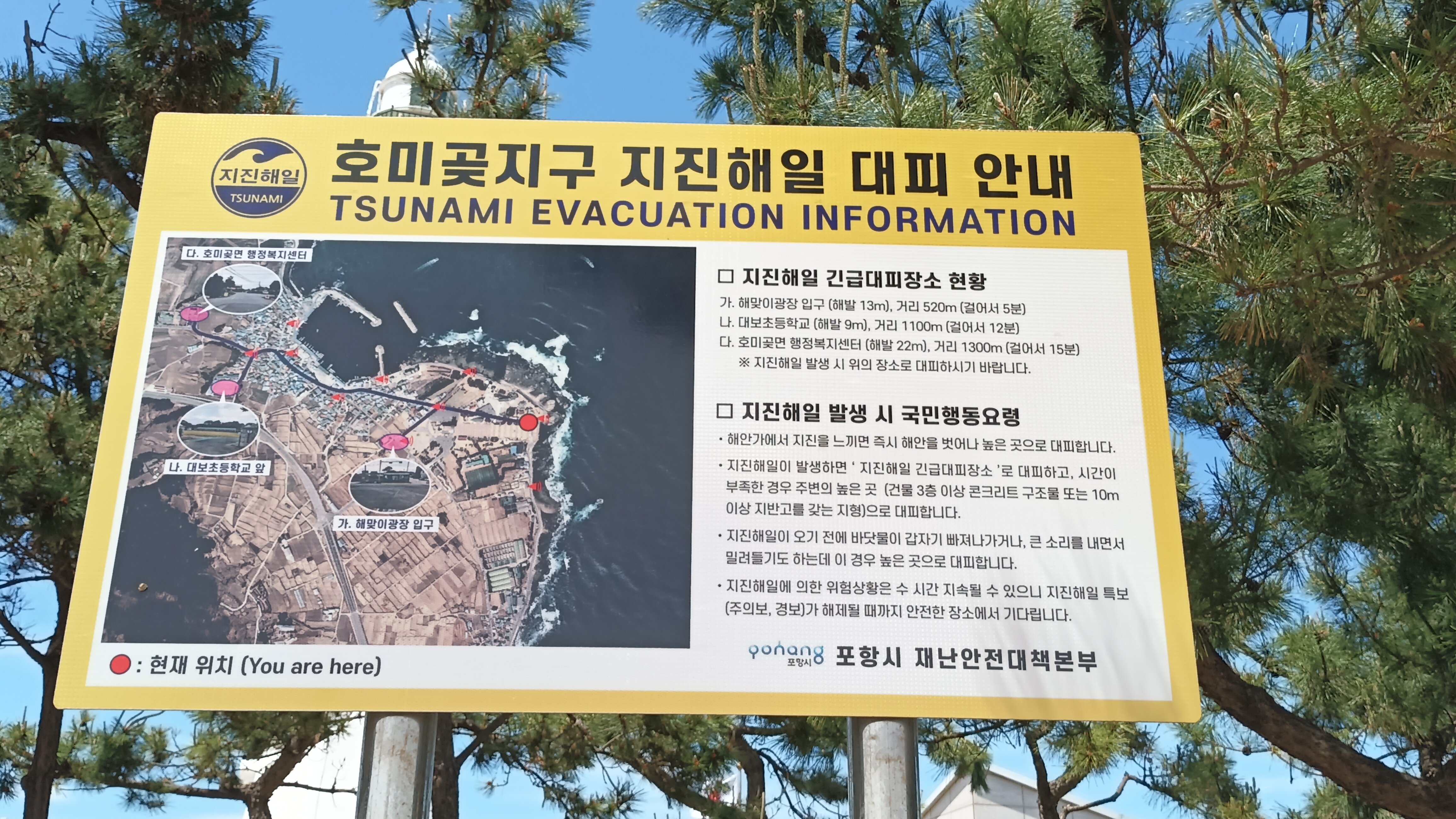
호미곶의 지진해일 대피 표지판

## 같이 보기
- 호미곶면
- 새천년기념관
- 영일만
- 간절곶
- 호미곶 등대
- 상생의 손
- 땅끝마을 (포항시)
- 장기반도
- 경북동해안 국가지질공원
- 포항시의 지질